# انتخابات الرئاسة النمساوية 1992
انتخابات الرئاسة النمساوية 1992 هي الانتخابات الرئاسية التي جرت في 26 أبريل 1992
24 مايو 1992، لانتخاب رئيس النمسا، فاز بالانتخابات توماس كلستيل.

## المرشحين
| المرشح            | الحزب | عدد الأصوات |
| ----------------- | ----- | ----------- |
| هايدي شميدت       |       |             |
| Robert Jungk ‏     |       |             |
| Rudolf Streicher ‏ |       |             |
| توماس كلستيل      |       |             |